# HMS Vengeance
HMS Vengeance war der Name von insgesamt acht Schiffen der britischen Royal Navy:
- Vengeance (1758), eine Fregatte sechsten Rangs
- Vengeance (1774), ein Zweidecker dritten Rangs
- Vengeance (1793), war ein Frachtschiff.
- Vengeance, eine schwere Fregatte der Vengeance-Klasse, Stapellauf 1794, ursprünglich der französischen Marine
- Vengeance (1824), war ein Dreidecker zweiten Rangs
- Vengeance (Schiff, 1902), war ein Schlachtschiff der Canopus-Klasse
- Vengeance (R71), war ein Flugzeugträger der Colossus-Klasse. Er diente 1952–1954 in der Australischen Marine und wurde nach dem Verkauf 1956 nach Brasilien in Minas Gerais umbenannt.
- Vengeance (S31), Stapellauf 1998, ist ein Atom-U-Boot der Vanguard-Klasse